# Little Murray River (Victoria)
Der Little Murray River ist ein 61,8 km langer, orographisch linker bzw. südwestlicher Seitenarm des Murray River im Norden des australischen Bundesstaates Victoria, der östlich der Ortschaft Fish Point beginnt und bei der Stadt Swan Hill wieder in den Murray River mündet. Zwischen den beiden Flussarmen liegt Pental Island.

## Geographie
Der Seitenarm zweigt etwa 7,5 km östlich von Fish Point vom Murray River auf einer Höhe von 81 m ab. In stark mäandrierendem Lauf fließt der Little Murray River zunächst 5,5 km in südwestliche Richtungen, was etwa 3 km Luftlinie entspricht. Mit der Mündung des Loddon River ändert sich die Flussrichtung in nordwestliche Richtungen. Nach weiteren 55,2 km Fließstrecke mündet der Fluss bei Swan Hill auf 72 m wieder in den Murray River. Bei einem Höhenunterschied zwischen Ursprung und Mündung von 9 m beträgt das mittlere Sohlgefälle etwa 0,15 ‰.
Zwischen Murray River und Little Murray River liegt Pental Island. Den Little Murray River queren zwei Brücken. Die erste Brücke befindet sich bei Fish Point, die zweite bei Swan Hill.